# Marie Jamet
Marie Jamet (1820 - 1893) was een Franse religieuze en de tweede overste van de congregatie van de Kleine Zusters van de Armen. 

## Intrede
Marie Jamet kwam in contact met Jeanne Jugan, de stichtster van de congregatie, via een gemeenschappelijke vriendin. In 1842 trad ze binnen als een van de vier eerste zusters en ze nam de kloosternaam Marie Augustine de la Compassion aan. Marie Jamet werd de voornaamste raadgeefster van Jeanne Jugan. Ze werkten samen om de leefregels van de congregatie op te stellen. Eind 1843 was ook de zuster van Marie Jamet, Eulalie Jamet, komen helpen bij het werk van de zusters en in januari 1844 werd zij de eerste postulante.

## Overste
Eind 1843 werd Jeanne Jugan herverkozen als overste, maar het was Marie Jamet die benoemd werd tot overste door l'abbé Auguste Le Pailleur op 23 december 1843. Marie Jamet bleef overste tot haar dood in 1893 en onder haar leiding kende de congregatie een belangrijke internationale uitbreiding. 